# 双恋
『双恋』（ふたこい）は、雑誌『電撃G's magazine』（メディアワークス）連載の読者参加企画。また、同企画から派生したメディアミックス作品の総称。

## 概要
2002年10月号から2005年10月号まで連載。双子の姉妹と同時に恋人関係になる、二股を容認した不思議な三角関係を描いた、「双子萌え」を前面に押し出した読者参加企画。
そのコンセプト上、誌上ゲームやPS2ゲーム版などでは双子の姉妹と三角関係を結ぶことが大前提になっており、例えば双子の姉1人のみと付き合うなどの選択肢は公式上、存在しない。また、姉妹でもそれぞれで異なる性格・嗜好を持つため、それを逆手にとって、誌上ゲームではそれぞれに相応しい回答を求めたり、PS2ゲーム版では複数のイベントを経て姉妹の好感度のバランスを取らなければならないなど、本作ならではの趣向を凝らした内容になっている。
キャラクターデザインはささきむつみ、企画・シナリオは双葉ひな、デフォルメイラストおよびショートコミックは金閣寺ぷるるが担当した。ささきは、かつて『G's』にて連載していた読者参加企画『HAPPY★LESSON』（1999年－2002年）のメインイラストレーターも務めていた。同じイラストレーターが複数の作品のメインイラストレーターを務めるのは『女神天国』『聖女神天国』の好実昭博以来2人目である。
『G's』では『シスター・プリンセス』（1999年－2003年）終了後の主力として位置付けられ、同作の連載終了後に様々なメディアミックス展開を行なった。テレビアニメ第2作『フタコイ オルタナティブ』は第9回文化庁メディア芸術祭にて審査委員会推薦作品に選出された。

## 歴史
日の表記がない物は、その月に発売された電撃G'sマガジン（G'sと略す）における出来事である。
- 2002年3月
  - G's2002年5月号発売。『HAPPY★LESSON』のキャラクター紹介の後に、1ページで新企画の予告が掲載される。
- 2002年6月
  - G's5月号の予告記事では連載はこの号からとなっていたが、2号延期の告知が掲載される。
- 2002年7月
  - G's9月号で、企画の主軸が双子の姉妹であることが発表される。この際に、桜月・一条・白鐘姉妹のラフが掲載される。
- 2002年8月
  - G's10月号発売、タイトルが正式に発表される。上記の3姉妹のプロフィールがメイン。
- 2002年10月
  - G's12月号発売、残る二組である雛菊・千草姉妹のプロフィールが公開され、第1期誌上ゲーム開始（全5回）。この当時の誌上ゲームはあるシチュエーション（どの姉妹も共通）における5つの行動の中から1つを選び、それに対する自分が選んだ姉妹2人の反応を予想するという物であった。行動の選択肢は各姉妹に対応する5つがあり、反応は10種類であった。
- 2002年12月
  - G's2003年2月号で第1回誌上ゲームの結果発表。人気の順位は白鐘・一条・桜月・千草・雛菊の順であった。同号で誌上ゲーム2回目。第1期誌上ゲームにおける人気は以後もこのまま推移するという結果であった。
- 2003年1月
  - G's2002年10月号以降、隔月で誌上ゲームとイラストが交互に入る構成であったが、この号から誌上ゲームのない号でプロフィールに関するクイズ『双子白書』が開催されることになった（全4回）。
- 2003年6月
  - 第1期誌上ゲーム最終回。
- 2003年7月
  - G's9月号で5組の双子の夏服が発表、双子白書最終回。この号で『シスター・プリンセス』の連載が終了。
- 2003年8月
  - 電撃G'sマガジンがリニューアル、この号（2003年10月号）以降双恋キャラが表紙を飾るようになる。
  - 第2期誌上ゲーム開始（全6回）。第2期では一つのイベントにおいて姉妹ごとにシチュエーションが用意され、5つの行動の中から2人がそれぞれ喜ぶ物を選ぶ方式であった。
  - PlayStation 2でのゲーム化の発表が掲載される。
- 2003年9月
  - この号から読者参加ゲームの合間にフルカラーコミックとキャラクターノベルが掲載される。
- 2004年1月
  - ゲーム化に関する続報が発表され、ここで新キャラである桃衣姉妹が公開される。
- 2004年4月
  - ゲーム版の担当声優という形で、各双子のキャスティングが発表される。
- 2004年5月
  - 2種類のアニメ化が発表される。
- 2004年6月
  - 第2期読者ゲーム最終回。この回に限り桃衣姉妹も対象に加わり、さらに反応の選択肢も3つ選べるというルールであった（正解はそれまでと変わらず2つ）。
- 2004年7月
  - 4日 - ラジオ『ムギュッと!双恋♥』放送開始（2005年3月27日まで）。
  - 桃衣姉妹のキャラクターノベル掲載。
- 2004年8月
  - 4日 - キャラクターソング#1（桜月姉妹）発売。
  - 25日 - キャラクターソング#2&#3（一条・白鐘姉妹）発売。
  - 第2期誌上ゲーム最終回の結果発表&桃衣姉妹のフルカラーコミック掲載（桃衣姉妹に限りコミックとノベルが別の号で掲載された）。
- 2004年9月
  - 23日 - キャラクターソング#4&#5（千草・雛菊姉妹）、TVアニメ『双恋』イメージソング『甘辛日夜〜Ama-Kara Night&Day〜』発売。
  - 25日 - 東京ゲームショウ2004のステージに桜月＆一条両姉妹と白鐘双樹の担当声優が出演。
  - 27日 - 第2期のフルカラーコミックを収録した『双恋ビジュアルズ』発売。
  - G's11月号で連載が第3期に突入。第3期では読者参加ゲームはなくイラスト+コミックという形式。
  - この号から4号連続でG'sの付録が双恋関係になる。1回目の本号では第2期のフルカラーコミックをボイスドラマ化したCDがついていた。なお、このドラマは『電撃G's Radio』内で放送されたもの。
- 2004年10月
  - 6日 - TVアニメ『双恋』放送開始（北海道地区は11日より）。
  - 21日 - TVアニメ主題歌『はばたく未来』発売。
  - 27日 - 第2期のキャラクターノベルと、新規書き下ろしを収録した『双恋ノベルズ』発売。
  - 30日 - 電撃アニマガVol.14の付録は桜月姉妹フィギュア。
  - G's12月号の付録として『双恋 -フタコイ-』の体験版が添付される。
- 2004年11月
  - 3日 - キャラクターソングEXTRA（桃衣姉妹）発売。
  - G's2005年1月号の付録は白鐘双樹フィギュア。
- 2004年12月
  - 9日 - PlayStation 2版『双恋 -フタコイ-』発売。
  - 22日 - PlayStation 2版『双恋 -フタコイ-』OP曲『FU・WA・RI 告白！』発売。
  - 29日 - TVアニメ『双恋』最終回（北海道地区は2005年1月5日）。
  - G's2005年2月号に白鐘沙羅フィギュアが付録としてつく。また、『フタコイ』の主人公の名前が"双葉恋太郎"であることが発表される。
- 2005年1月
  - 26日 - TVアニメ『双恋』のDVD第1巻およびBOX上巻（単品は以降毎月（全6巻）、BOX下巻は3月24日）、ドラマアルバム『twinkle bright』発売。
  - G's2005年3月号でアニメ『フタコイ』の主人公の職業と、『フタコイ』ゲーム化発表。
- 2005年2月
  - 12日 - ライブイベント『バレンタイン・パニック』開催。ここで発表されたのは以下の通り。
    - アニメ『フタコイ』のタイトルが『フタコイ オルタナティブ』と正式決定、2005年4月から放送。
    - 新たなゲーム作品『双恋島〜恋と水着のサバイバル〜』が発表される。

  - 23日 - TVアニメ『双恋』のサントラCD『Sound of Twin Wish』発売。
  - 28日 - TVアニメ『双恋』のノベライズ『双恋 〜双子たちといた季節〜』発売。
  - G's2005年4月号でファンページ『ふたコミ』開始。同ページで新作『双恋島〜恋と水着のサバイバル〜』に登場する水着&アイテムの一般公募開催。
- 2005年3月
  - 27日 - ラジオ『ムギュッと!双恋♥』放送終了（文化放送・ラジオ大阪・東海ラジオ。BSQRでは翌日の28日）
  - G's2005年5月号から、連載のイラストが『双恋島〜恋と水着のサバイバル〜』のものになる。また、表紙がそれまでの双子1組ではなく6組12人の中から2人という構成となった。
- 2005年4月
  - 6日 - TVアニメ『フタコイ オルタナティブ』放送開始（テレビ大阪・テレビ愛知。テレビ埼玉・神奈川は7日、キッズステーション・青森放送は11日、ちばテレビは12日）
  - 27日 - 『双恋 -フタコイ-』サントラCD『chunny chunny tunes』発売。
- 2005年6月
  - 22日 - 2月に行われたライブ『バレンタイン・パニック』のDVD発売。
  - 23日 - 『フタコイ オルタナティブ 恋と少女とマシンガン』発売。
  - 30日 - 『フタコイ オルタナティブ』最終回（テレビ大阪・テレビ愛知。テレビ埼玉・神奈川は7月1日、キッズステーション・青森放送は7月4日、ちばテレビは7月5日）
- 2005年7月
  - 6日 - 『フタコイ オルタナティブ 恋と少女とマシンガン』OP/ED曲『恋泥棒ごっこ』発売。
  - 21日 - 『フタコイ オルタナティブ』サウンドトラックCD『HAPPY DETECTIVE LIVES』発売。
  - 30日 - 『フタコイ オルタナティブ』ノベライズ『フタコイ オルタナティブ THE NOVELS』発売。
- 2005年8月
  - 24日 - 『双恋島〜恋と水着のサバイバル〜』ドラマCD『パカッ!と双恋島♪』発売
  - 25日 - 『双恋島〜恋と水着のサバイバル〜』発売
  - G's2005年10月号で読者参加企画『双恋』は連載終了。
  - 同号のG'sリニューアル予告では次号からノベル『フタコイ オルタナティブ2』が連載されると発表（発表当時は"2"であったが、実際は"G"に変更されている）。
- 2005年9月
  - 22日 - 『フタコイ オルタナティブ』サウンドトラックCD『A STORY OF LOVE』と、『双恋 Best Vocal Album 14×2』発売
  - 30日 - 『双恋ビジュアル&コミックス』発売
  - 『フタコイ オルタナティブG』連載開始。
- 2006年2月
  - 28日 - 『ささきむつみ画集 ART WORKS 1998-2005』発売。
  - G's2006年4月号で『フタコイ オルタナティブG』連載終了。
- 2006年3月
  - 2日 - 電撃SP『双恋/双恋島 双恋COLLECTION 』（PS2『双恋』『双恋島〜恋と水着のサバイバル〜』を統合した廉価版）、『フタコイオルタナティブ 恋と少女とマシンガン Best Collection』（PS2『フタコイオルタナティブ 恋と少女とマシンガン』の廉価版）発売。
  - 27日 - 『フタコイ オルタナティブ』電撃コミックス発売。
  - G's2006年5月号でファンページ『ふたコミ』終了。G's誌面から『双恋』関連のコンテンツは全て終了。
- 2006年7月
  - 29日 - 『フタコイ オルタナティブG』電撃文庫版発売。
- 2008年3月
  - 25日 - 『est―ささきむつみ自選画集』発売。

## あらすじ
ごく平凡な中学2年生である主人公の前に、突如として現れた2人の美少女。
顔も髪型も服装もそっくりな双子の姉妹である彼女たちは、口を揃えて言った。
「私たち、あなたに一目惚れしちゃったんです！ お願いです、付き合って下さい！」
更に2人は、驚くべき言葉を口にする。
「私たち、いつも一緒にいたんです。だから…2人一緒じゃダメですか？」
こうして、双子の美少女と同時に付き合う、奇妙な三角関係がスタートしたのだった。

## 登場人物
初期から登場する5組の双子と、2004年のゲーム化に際して加わった1組の双子、計6組12人が本作のヒロインとなる。

## 雑誌上の連載
電撃G'sマガジン上の連載は2002年10月号 - 2005年10月号までの3年間であった。以下ではその連載に関して述べる。

### 第1期（2002年10月号 - 2003年9月号）
2002年10月号から2003年9月号までの連載では読者参加ゲーム（12月号から）とイラストが交互に掲載された。
読者参加ゲームでは、参加者は5組の双子から1組を選び、各姉妹共通のとある状況下で行動を選択し、それに対して2人がそれぞれどうするかを選ぶ方式であった。行動は各姉妹に対応する5つ、反応は10通りで5組10人にそれぞれ対応する。参加者は自分で選んだ姉妹に対する行動と反応が選んだ姉妹のものと一致（一方でよい）すれば賞品がもらえるというもの。
イラスト回は特定テーマにあったイラストが掲載され（11月号 - 2003年7月号）、2003年3月号からは各双子のプロフィールを当てるクイズ「双子白書」と平行する形でキャラクターファイルが掲載された。正解発表回では姉妹毎に参加者数が集計され、順位も発表される。総投票数は、第1回（2003年2月号）が5628票、第2回（4月号）が5290票、第3回（6月号）が3699票、第4回（8月号）が3026票。なお、順位は全て白鐘→一条→桜月→千草→雛菊。

### 第2期（2003年10月号 - 2004年10月号）
電撃G'sマガジンの書面自体もリニューアルされ、た本作のキャラクターが表紙に起用される。
2003年10月号で最初のゲーム化『双恋 -フタコイ-』が発表され、2種類のアニメ化を発表。
このゲーム化に関連して新キャラクター桃衣姉妹を発表し、読者参加ゲームも舞台となるイベントは同じだが、姉妹毎に異なる状況で回答を5つの中から2つを選ぶ形式にリニューアルされた。なお、開始時に5600票あった総投票数が3500票前後で伸び悩んだ第2期でも、人気順位は第1期と同様白鐘→一条→桜月→千草→雛菊となり、最終回では桃衣姉妹が桜月姉妹を上回る。
読者参加ゲームの合間に掲載されたコミック『双恋 -twins Love Stories-』とノベル『双恋 -twins wonder life-』は、ノベルは『双恋ノベルズ』に、読者参加ゲームは『双恋ビジュアルズ』に収録されている。

### 第3期（2004年11月号 - 2005年10月号）
2004年11月号からはイラストと金閣寺ぷるるによるコミック『双恋 ツインズ・ラブ・コメディ』を連載。
この第3期連載当初4か月間は第2期連載のコミックをボイスドラマ化したCDや『双恋 -フタコイ-』の体験版、白鐘姉妹のフィギュアが付録となる。同時期に発売された電撃アニマガ14号で桜月姉妹のフィギュアが付録となる。
前半6回が各姉妹の日常、後半6回は『双恋島〜恋と水着のサバイバル〜』のダイジェストとなったイラストおよびコミックを収録した『双恋ビジュアル&コミックス』が2005年9月30日に収録されている。
また『双恋島〜恋と水着のサバイバル〜』の発表と時期を同じくしてファンページ「ふたコミ」が開始され、2005年10月号で本編連載が終了した後も「ふたコミ」は続いていたが、2006年5月号で終了となった。

### 連載終了後
連載開始から20年に当たる2022年には、ささきむつみによる一条姉妹・白銀姉妹の書き下ろしイラストを含む新規グッズが、ゲーマーズの実店舗および通販にて販売。
2022年12月『電撃G'sマガジン 30周年感謝号』には、ささきむつみによる桜月姉妹の書き下ろしイラストが寄稿された。

## ゲーム
電撃G'sマガジンがリニューアルし連載が第2期に入った2003年10月号で、1本目の『双恋 -フタコイ-』が発表され2004年12月に発売された。その後、2005年に新たに2つのゲーム作品が発表され同年に発売された。
2006年3月に、『双恋』『双恋島〜恋と水着のサバイバル〜』の2本を統合した廉価版『双恋/双恋島 双恋COLLECTION』と、『フタコイ オルタナティブ 恋と少女とマシンガン』の廉価版が発売された。

### 双恋 -フタコイ-
2004年12月9日にメディアワークスよりPlayStation 2用ソフト『双恋 -フタコイ-』が発売された（CEROレーティング12歳以上対象）。
後述するアニメ『双恋』と異なりほぼ原作のゲーム化に等しくアニメ版よりも評価が高い、舞台設定的には共通する部分がある。ゲーム中の期間は中学2年の4月 - 7月で、この間の数日を1つの話とした全11話構成（11話は各姉妹のエンディング）。
基本システムは一般の恋愛アドベンチャーゲームと同じだが、双子と会話をする際に画面が2分割される場合（ツインビュー）があり、この会話が終わったときに両者のバランスによって好感度が算出されていく。また会話によっては途中でタイマーが出現し、的確に素早く答えることで好感度を更に上げることもできる（バキューンシステム）場合がある。また、ストーリーの途中で"ジャンクション"と呼ばれる特殊な選択肢が出現することがあり、これにより次の話が誰の物になるかを変更することもできる（なお、話によっては次の話数が同じであったり2つ先へ飛んだりする場合があるが、これはジャンクションが発生した話とジャンクション先の姉妹における次の話の日付の関係による。この現象は雛菊姉妹が絡んだ時に発生する）。

#### スタッフ（ゲーム）
- シナリオ：東山玄
- キャラクターデザイン：ささきむつみ、水上ろんど
- 原画：水上ろんど
- 音楽：畑亜貴、七瀬光（ランティス）
- オープニングテーマ「FU・WA・RI 告白！」
  - 作詞：畑亜貴 / 作曲：藤間仁
  - 歌：桜月キラ（伊月ゆい）、桜月ユラ（綱掛裕美）、一条薫子（堀江由衣）、一条菫子（小清水亜美）、白鐘沙羅（水橋かおり）、白鐘双樹（門脇舞）、雛菊るる（長谷川静香）、雛菊らら（落合祐里香）、千草初（吉住梢）、千草恋（桑谷夏子）、桃衣愛（たかはし智秋）、桃衣舞（三五美奈子）

### 双恋島〜恋と水着のサバイバル〜
2005年8月25日に『双恋島〜恋と水着のサバイバル〜』がメディアワークスより発売された（CEROレーティング15歳以上対象）。時期設定としては『双恋 -フタコイ-』の直後（同じ年の夏休み）となっており、その意味では続編とも言える作品であるが、本作は無人島を舞台としたサバイバル的要素を含む内容である。
本作に登場する水着や服、小物といったアイテム類のコンテストが、発表と時期を同じくして開始されたファンページ『ふたコミ』の企画として開催された。
本作では理由不明のまま無人島に流れ着いた主人公+6組の姉妹が、以下にあげる一日の進行を繰り返しつつ10日間島を探検していく（11日目がエンディングとなる）。
- 朝6組の中から1組を選び、18時まで島を散策する。なお、どの姉妹も連れず一人で散策することも可能で、イベントの中には一人でいる場合に発生する物もある。
- 移動は隣接するポイントの中から移動先を選ぶことで行う。移動した後はそこで主人公もしくは同行している姉妹の内一方にその場所を調べさせたり、姉妹の一方にアイテムをあげることができる。
- 朝選んだ姉妹以外もそれぞれ別に行動しており、遭遇する場合がある。遭遇した場合、その場で会った姉妹にアイテムをあげることができる。
- 各ポイントを調べることで各種のアイテムが発見できる。また、場合によっては『双恋 -フタコイ-』の様にツインビューやバキューンシステムのある会話イベントが発生することもある。
- 夜は12人それぞれにアイテムをあげることができる。なお、12人それぞれに各アイテムの好みが設定されており、それにより姉妹の他個人の好感度も変動する。また、水着や衣装の場合は翌朝あげた相手が起こしに来ることがある。

エンディングを迎えた後の状態を記録することで、次のプレイで残っていたアイテムを引き継ぐという特徴がある。また、内容としては『双恋 -フタコイ-』とは独立しているが、繰り返しプレイの際に同作のセーブデータがあれば同作のイベントの内1つ（姉妹により異なる）を見ることができる。
以前電撃アニマガの付録として桜月姉妹、電撃G'sマガジンの付録に白鐘姉妹のフィギュアがついていたことがあるが、本作には一条姉妹のフィギュアが同梱されている。
キャラクターおよびスタッフについては基本的に『双恋 -フタコイ-』と同様。ただし、サブキャラは回想で出る者もいるが基本的に登場しない。

## テレビアニメ
先述したとおり、2種類のアニメ化が発表され、『双恋』は2004年10月 - 12月の間、『フタコイ オルタナティブ』は2005年4月 - 6月の間放送された。

### 双恋
アニメでは1作目となる『双恋』は2004年10月 - 同年12月（北海道のみ最終回は2005年1月5日）の間、テレビ東京系列4局（テレビ東京・テレビ大阪・テレビ愛知・テレビ北海道）にて放送された。全13話。なお、先述のゲーム『双恋 -フタコイ-』とは年代設定・舞台設定（このアニメ版での主人公は中学3年）などに違いがあるが、主人公の下宿先が「双林寺」であるのは共通している。ラブコメである原作やゲームと違い本作は、中学生の青春物語となっている。尚、｢双愛中学｣の女子制服は原作ゲーム版の｢一心学院｣の制服がベースとなる。
主人公が幼少時代に住んでいた街に戻ってきてからの1年間を描いた作品。1クールの中でのストーリーのまとまりを保つために、6組の双子のうち桜月姉妹と一条姉妹との関係をメインに描いている。白鐘姉妹は、最終話を除けば中盤の8 - 9話にしか登場しない。
プロデューサーとして携わった高野希義G'sマガジン編集長は、2004年9月7日に行われたCEDEC2004での講演で「アニメ化により、テレビを巨大な広告塔として使いたい」「古典的ラブコメという王道に戻り、（先鋭化を極めて商業的に行き詰まり気味のギャルゲー市場に）アニメの客層を取り込む。これにより10歳代の開拓を目指す」と発言しており、そのコンセプトに基づき、制作には美少女アニメとは縁遠い古参スタジオのテレコム・アニメーションフィルムとベテラン女性脚本家金春智子が起用された。
放送終了後の2005年1月26日から6か月間に2種類のDVDが発売された。BOXでは上巻が1 - 6話、下巻が7 - 13話、DVD単品は1巻が1 - 3話、それ以降は2話ずつの収録である。また2月28日には本アニメのノベライズ版『双恋 〜双子たちといた季節〜』が発売されている（全10章、各話の順番はアニメと同じであるが、2 - 4話は一部ずつまとめた形で、8 - 9話はつなぎ合わせた形で1つの章となっている）。

#### あらすじ（アニメ）
主人公の二見 望は、幼い時に母を亡くしそれ以来父親と二人暮し、その父親が仕事でハワイに転勤することになり、それを機に昔住んでいた街に帰ってきた。街を歩いていたら桜月姉妹と偶然出会い、更に幼馴染みの一条姉妹や、下宿先の雛菊姉妹など会う女の子はみんな双子ばかり。どうもそれには、下宿先である『双林寺』にある『双子塚（アニメオリジナルの設定）』が関係しているらしい。

#### スタッフ（アニメ）
- 監督 - 富沢信雄
- キャラクターデザイン - 上田峰子
- シリーズ構成 - 金春智子
- 美術監督 - 菅原清二
- 色彩設計 - 山本智子
- 録音監督 - 菊田浩巳
- 音楽 - 菊地創
- プロデューサー - 高野希義、宿利剛、渡辺和哉、竹内孝次
- アニメーション制作 - テレコム・アニメーションフィルム
- 製作 - 双恋製作委員会（メディアワークス、キングレコード、ランティス、読売広告社）

#### 主題歌
オープニングテーマ「はばたく未来」（1話-13話）
作詞 - riya / 作曲 - 菊地創 / 歌 - eufonius（ユーフォニアス）
エンディングテーマ「柔らかい風の中で」（1話-13話）
作詞 - riya / 作曲 - 菊地創 / 歌 - eufonius（ユーフォニアス）

#### 各話リスト
タイトルの後ろの数字は『双恋 〜双子たちといた季節〜』における章割りにおいて対応する章の番号。
| 話数 | サブタイトル                   | 脚本     | 絵コンテ   | 演出                | 作画監督          |
| ---- | ------------------------------ | -------- | ---------- | ------------------- | ----------------- |
| 1    | 双子塚のある街で (1)           | 金春智子 | 富沢信雄   | 辻泰永              | 上田峰子          |
| 2    | 思い出のアイスクリーム (2)     | 金春智子 | 富沢信雄   | 辻泰永              | 上田峰子          |
| 3    | アップルパイは恋の味 (2)       | 丸尾みほ | 佐藤雄三   | 小山田桂子          | 野口寛明 金成莞   |
| 4    | イチゴタルトで待ち合わせ (2)   | 横谷昌宏 | 富沢信雄   | 小田原男            | 上田峰子 山縣亜紀 |
| 5    | 動き出した時間 (3)             | 金春智子 | 眉月裕     | 辻泰永              | 宇田明彦          |
| 6    | 夏のロケット (4)               | 横谷昌宏 | 飯島正勝   | 小山田桂子          | 毛利志乃舞        |
| 7    | 真夏の宝石箱 (5)               | 丸尾みほ | 富沢信雄   | 小山田桂子 辻泰永   | 野口寛明          |
| 8    | 白いスケッチブック (6)         | 丸尾みほ | 眉月裕     | 小山田桂子 辻泰永   | 中路景子          |
| 9    | 夕焼けのパステル (6)           | 横谷昌宏 | 眉月裕     | 小山田桂子          | 馬場健            |
| 10   | トライアングル・クリスマス (7) | 金春智子 | 佐藤雄三   | 小山田桂子          | 野口寛明          |
| 11   | 迷い心で初詣 (8)               | 丸尾みほ | 飯島正勝   | 小田原男            | 上田峰子 山縣亜紀 |
| 12   | バレンタイン・パニック (9)     | 金春智子 | 富沢信雄   | 富沢信雄 小山田桂子 | 上田峰子 馬場健   |
| 13   | 春遠からじ… (10)               | 金春智子 | 矢野雄一郎 | 小山田桂子          | 上田峰子          |

#### 放送局
| 放送地域   | 放送局               | 放送期間                      | 放送日時                 |
| ---------- | -------------------- | ----------------------------- | ------------------------ |
| 関東広域圏 | テレビ東京（制作局） | 2004年10月6日 - 12月29日      | 水曜 25時00分 - 25時30分 |
| 愛知県     | テレビ愛知           | 2004年10月6日 - 12月29日      | 水曜 25時28分 - 25時58分 |
| 大阪府     | テレビ大阪           | 2004年10月6日 - 12月29日      | 水曜 25時30分 - 26時00分 |
| 北海道     | テレビ北海道         | 2004年10月11日 - 2005年1月5日 | 月曜 25時30分 - 26時00分 |

## ラジオ
2004年7月4日より2005年3月27日まで、文化放送をキー局としてアニラジ『ムギュッと!双恋♥』が放送された。パーソナリティは伊月ゆい・小清水亜美・門脇舞の3人（同枠の後番組は文化放送とBSQRが「いちご100% Sweet Café」、東海ラジオが「祥太郎、麻衣・CURE HOUSE（FM FUJIとの共同制作）、ラジオ大阪が「アニプレックスアワーハガレン放送局」となり、「シスター・プリンセス〜お兄ちゃんといっしょ」以来続いた東名阪とBSQRの同時放送はこの番組をもって解消された）。

## イベント

### 東京ゲームショウ2004
2004年9月25日に東京ゲームショウ2004のステージに桜月&一条両姉妹と白鐘双樹の担当声優が出演し、アニメ『双恋』やゲーム『双恋 -フタコイ-』のプレビュー公開やミニライブなどが行われた。このときに一条薫子役の堀江由衣に対してファンが上げた奇声が話題になり、このことが紹介されると瞬く間にこの奇声がネット上で流行した。その反響は、2005年9月にこの奇声が現代用語の基礎知識に収録されることが発表されたほどである。

### バレンタイン・パニック
2005年2月12日にライブイベント『『双恋』LIVE〜バレンタイン・パニック〜』が開催され、メインとなる6組の双子の担当声優が各姉妹のイメージソングなどを歌ったほか、eufoniusもアニメ『双恋』のOP・ED曲を歌った。このライブの場でアニメ『フタコイ オルタナティブ』の正式名称や『双恋 -フタコイ-』の流れをくむゲーム作品『双恋島〜恋と水着のサバイバル〜』も発表された。なお、このライブの模様を収録したDVD『双恋 LIVE〜バレンタインパニック〜』が2005年6月22日に発売されている。

## CD

### キャラクターソング
各双子のイメージソングを収録したゲーム版のマキシシングル。
双恋 character song series #1 桜月キラ＆ユラ
双恋 character song series #2 一条薫子＆菫子
双恋 character song series #3 白鐘沙羅＆双樹
双恋 character song series #4 千草初＆恋
双恋 character song series #5 雛菊るる＆らら
双恋 character song series EXTRA 桃衣愛＆舞
甘辛日夜〜Ama-Kara Night&Day〜（2004年9月23日、テレビアニメ『双恋』イメージソング）
歌：桜月キラ（伊月ゆい）、桜月ユラ（綱掛裕美）、一条薫子（堀江由衣）、一条菫子（小清水亜美）、白鐘沙羅（水橋かおり）、白鐘双樹（門脇舞）、雛菊るる（長谷川静香）、雛菊らら（落合祐里香）、千草初（吉住梢）、千草恋（桑谷夏子）、桃衣愛（たかはし智秋）、桃衣舞（三五美奈子）
1. 甘辛日夜〜Ama-Kara Night&Day〜
2. 宝物

FU・WA・RI 告白！（2004年12月22日、ゲーム『双恋』OP＆イメージソング）
歌：桜月キラ（伊月ゆい）、桜月ユラ（綱掛裕美）、一条薫子（堀江由衣）、一条菫子（小清水亜美）、白鐘沙羅（水橋かおり）、白鐘双樹（門脇舞）、雛菊るる（長谷川静香）、雛菊らら（落合祐里香）、千草初（吉住梢）、千草恋（桑谷夏子）、桃衣愛（たかはし智秋）、桃衣舞（三五美奈子）
1. FU・WA・RI 告白！
2. わいわいLove balloon

双恋 Best Vocal Album 14×2（2005年9月22日）
キャラクターコレクション6枚と「FU・WA・RI 告白！」の収録曲14曲を1つにまとめたベストアルバム。

### アニメ版主題歌シングル
はばたく未来（eufonius、2004年10月21日）
テレビアニメ『双恋』のオープニングテーマ。カップリングでエンディングテーマも収録。

### サウンドトラック
テレビアニメ『双恋』オリジナルサウンドトラック「Sound of Twin Wish」
PS2ゲーム『双恋』オリジナルサウンドトラック「chunny chunny tunes」（2005年4月27日）
ゲーム版『双恋 -フタコイ-』のサウンドトラックCD。主題歌「FU・WA・RI 告白！」のshort typeやBGMなどを収録。

### ドラマCD
PS2ゲーム『双恋』ドラマアルバム twinkle bright（2005年1月26日）
ラジオ『ムギュッと!双恋♥』で放送されたラジオドラマに、未放送分を収録したラジオCD。
パカッ！と双恋島♪（2005年8月24日）
『双恋島〜恋と水着のサバイバル〜』のドラマCD。

## 書籍
双恋ビジュアルズ
連載第1期 - 第2期のビジュアルノベルとイラストをまとめて収録。第2期読者参加ゲームの記録もある。ISBN 4-8402-2856-6
双恋ノベルズ
連載第2期のノベルを収録したほか、書き下ろしの新作とコミックを収録している。ISBN 4-8402-2855-8
双恋 〜双子たちといた季節〜
TVアニメ『双恋』のノベライズ。ISBN 4-8402-3007-2
双恋メモリアルブック
TVアニメ『双恋』の各話のプレイバック・イラスト集・設定資料集 ISBN 4-8402-2930-9
双恋ビジュアル&コミックス
連載第3期のイラストとコミック『双恋 ツインズ・ラブ・コメディ』を収録。ISBN 4-8402-3201-6